# Nowomoskowsk (Russland)
Nowomoskowsk (russisch Новомоско́вск; urspr. Bobriki, russisch Бо́брики; 1934–1961 Stalinogorsk, russisch Сталиного́рск) ist eine russische Stadt in der Oblast Tula in Zentralrussland, rund 200 km südlich von Moskau und 55 km südöstlich der Gebietshauptstadt Tula. Sie hat 131.386 Einwohner (Stand 14. Oktober 2010).

## Geschichte
Gegründet wurde der Ort 1929 an der Stelle des Dorfes Bobriki (Бобрики), dessen Namen er zunächst auch erhielt. Anlass der Gründung waren der Bau eines Chemiekombinats in der Nähe sowie die Erschließung neuer Braunkohlelagerstätten. Bereits 1930 wurde Bobriki der Status einer Stadt zuerkannt. 1934 wurde es umbenannt in Stalinogorsk (Сталиногорск) zu Ehren Josef Stalins.
Im Zweiten Weltkrieg war die Stadt Ende 1941 zeitweilig von der deutschen Wehrmacht besetzt und trug erhebliche Zerstörungen davon. In Stalinogorsk bestand das Kriegsgefangenenlager 388 für deutsche Kriegsgefangene des Zweiten Weltkriegs.  Erst acht Jahre nach Stalins Tod, nämlich 1961, erhielt Nowomoskowsk seinen heutigen Namen.
Ende 2008 wurde das Stadtgebiet von Nowomoskowsk um die ehemals eigenständige Stadt Sokolniki erweitert.

### Bevölkerungsentwicklung
| Jahr | Einwohner |
| ---- | --------- |
| 1939 | 76.186    |
| 1959 | 107.856   |
| 1970 | 133.892   |
| 1979 | 146.807   |
| 1989 | 146.302   |
| 2002 | 134.081   |
| 2010 | 131.386   |

Anmerkung: Volkszählungsdaten

## Sehenswürdigkeiten
- Don-Quelle im Stadtpark
- Pronsker Stausee

## Wirtschaft und Verkehr

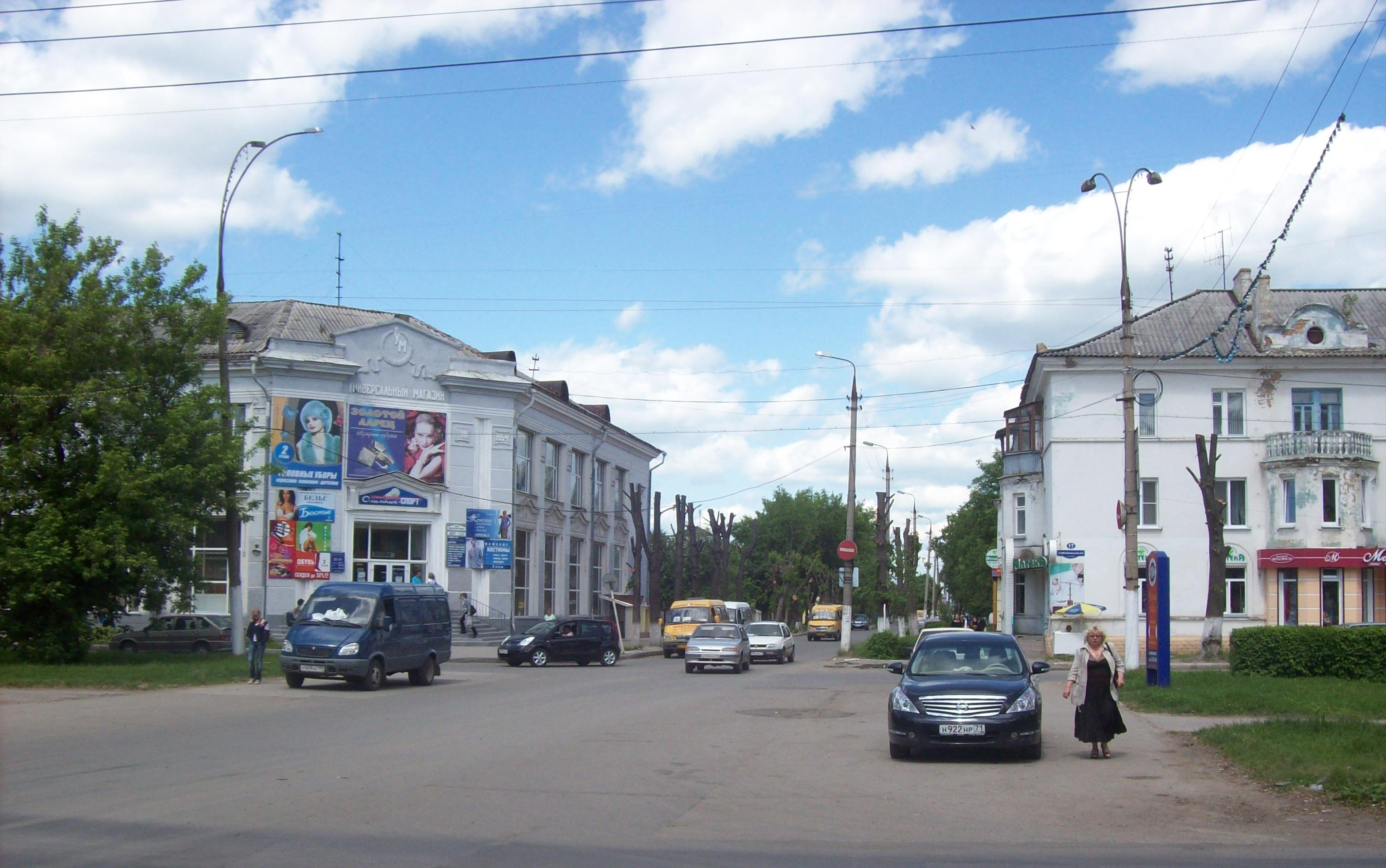
Eine Straßenkreuzung in Nowomoskowsk

Die Stadt liegt im zentralrussischen Braunkohlerevier, zu den wichtigsten Wirtschaftszweigen zählt jedoch nicht mehr der Bergbau, sondern die chemische Industrie.
In Nowomoskowsk sind mehrere deutsche Firmen ansässig, wie die „Engineering-Gesellschaft Ence GmbH“ oder die „Knauf Gips KG“ aus Iphofen, Bayern. Der US-amerikanische Konsumgüterkonzern Procter & Gamble betreibt in Nowomoskowsk eine Fabrik zur Herstellung von Waschmittel.
Die Stadt verfügt über einen Eisenbahnanschluss. Der öffentliche Personennahverkehr in Nowomoskowsk besteht aus Bussen, Marschrutkas sowie einer S-Bahn-ähnlichen innerstädtischen Bahnlinie.
Nowomoskowsk hat unter anderem eine allgemeine und eine technisch-wissenschaftliche Bibliothek.

## Bildungseinrichtungen
- Institut Nowomoskowsk der Russischen Chemisch-Technologischen Universität

## Sport
In Russland ist Nowomoskowsk landesweit bekannt durch den seit Jahren erfolgreich in einer oberen Liga spielenden Fußballverein „Dinamo Nowomoskowsk“.

## Söhne und Töchter der Stadt
- Konstantin Sergijenko (1940–1996), Autor von Kinder- und Jugendliteratur
- Waleri Resanzew (* 1942), Ringer und Olympiasieger
- Alexander Lenew (1944–2021), Fußballspieler
- Viktor Hurr (* 1949), Maler
- Nikolai Tichonow (* 1982), Kosmonaut
- Shaman (Jaroslaw Jurjewitsch Dronow) (* 1991), Sänger
- Xenia Semjonowa (* 1992), Turnerin